# Andreas Johansson (låtskrivare)
Sten Andreas Johansson, även kallad Andreas Stone Johansson, född 22 april 1981 i Fosie församling, Malmö, Malmöhus län, är en svensk musikproducent och musiker. Som artist uppträder han under sitt artistnamn Andreas Stone.

## Biografi
Andreas Stone Johansson växte upp i Arlöv. Efter musikgymnasiet Heleneholm i Malmö (1997-2000), studerade han gospelmusik på Glimåkra folkhögskola (2000–2001), vilket avslutades med en tre veckor lång fältstudie ibland de afroamerikanska kyrkorna i Chicago. Därefter studerade och avlade Johansson examen vid Musikhögskolan i Malmö (2001–2005).
År 2005 gjorde Johansson debut som artist efter att ha varit med i Fame Factory (säsong 4) samt än tidigare Popstars. År 2009 fick han en stor Japan-hit med 400 000 sålda exemplar, vilket följdes av flera framgångar vilket gjort honom känd bland artister och låtskrivare i Japan.
År 2014 gav han ut skivan ”Inside Out” under artistnamnet Andreas Stone. År 2018 kom singeln ”Press Repeat” som han tog fram tillsammans med producenten ORTZY, 2020 kom singeln ”Live A Lie” via skivbolaget NCS tillsammans med artisterna RIVAL & EGZOD, 2020 kom även singeln ”Reload” via skivbolaget Found/Red tillsammans med artisten N3WPORT.
Johansson har haft över 40 officiella japanska (Oricon) eller Koreanska (Gaon) listettor och även listettor i bland annat Sverige, Spanien, Polen och Tjeckoslovakien.
Han har skrivit och producerat låtar för flera artister som John Lundvik, Exo och Super Junior.
Johansson har deltagit i Melodifestivalen med totalt åtta låtar: år 2015 med ”Nonetheless” (Marie Bergman & Sanne Salomonsen), år 2017 med ”Running With Lions” (Alice Svensson), år 2018 med ”Stark” (Barbi Escobar) och samma år med ”Shuffla” (Samir & Viktor), år 2019 med ”Army Of Us” (Andreas Johnson) och ”Too Late For Love”,  samt 2021 med ”Fingerprints” (Nathalie Brydolf). Johansson har även haft med tre låtar i norska Melodi Grand Prix 2015 med ”Louder” (Raylee), 2019 med ”Wild” (Raylee) som även sålde guld, och år 2021 ”Hero” med (Raylee). I melodifestivalen 2023 är han en av låtskrivarna till bidraget "Sober" som framförs av Laurell.
Fram till 2023 har Andreas totalt 9 bidrag i norska Melodi Grand Prix.

## Låtar

### Melodifestivalen
- 2015 – Nonetheless med Marie Bergman & Sanne Salomonsen (skriven tillsammans med Allison Kaplan).
- 2017 – Running With Lions med Alice (skriven tillsammans med Anderz Wrethov, Denniz Jamm och Alice Svensson).
- 2018 – Shuffla med Samir & Viktor (skriven tillsammans med Costa Leon, Denniz Jamm, Samir Badran och Viktor Frisk).
- 2018 – Stark med Barbi Escobar (skriven tillsammans med Barbi Escobar och Costa Leon).
- 2019 – Army of Us med Andreas Johnson (skriven tillsammans med Andreas Johnson, Jimmy Jansson, Sara Ryan (SaRaha) och Sebastian Thott).
- 2019 – Too Late for Love med John Lundvik (skriven tillsammans med John Lundvik och Anderz Wrethov).
- 2021 – Fingerprints med Nathalie Brydolf (skriven tillsammans med Etta Zelmani, Laurell Barker och Anna-Klara Folin).
- 2023 – Sober med Laurell (skriven tillsammans med Laurell Barker, Thomas Stengaard och Anderz Wrethov).

Melodi Grand Prix (Norge)
- 2015 - Louder med Raylee (skriven tillsammans med og Ricky Hanley).
- 2020 - Som du er med Akuvi (skriven tillsammans med  Beatrice Akuvi Hosen Kumordzie Costa Leon og Amin Zana).
- 2020 - Wild med Raylee (skriven tillsammans med Anderz Wrethov og Laurell Barker).
- 2021 - Hero med Raylee (skriven tillsammans med Anderz Wrethov, Laurell Barker, Thomas Stengaard og Frazer Mac).
- 2022 - Death of Us med Elsie Bay (skriven tillsammans med Elsa Søllesvik og Jonas Holteberg Jensen).
- 2023 - Triumph med Akuvi (skriven tillsammans med Beatrice Akuvi Hosen Kumordzie, Anderz Wrethov og Konstantinos Vlastaras).
- 2023 - Masterpiece med Atle Pettersen (skriven tillsammans med Hannah Dorothy Bristow og Atle Pettersen).
- 2023 - Not Meant to Be med Eline Thorp (skriven tillsammans med Jonas Holteberg Jensen, Elsa Søllesvik og Eline Thorp).
- 2023 - Love You in a Dream med Elsie Bay (skriven tillsammans med Elsa Søllesvik og Tom Oehler).